# Au rapport
 (février 2021).
Albums de Colonel Reyel
Soldat de l'amour
(2012)
Singles
1. Celui...
Sortie : 20 décembre 2010
2. Toutes les nuits
Sortie : 5 avril 2011
3. Aurélie
Sortie : 27 mai 2011
4. Ma star
Sortie : 2011
5. Dis-moi oui
Sortie : 2011

Au rapport est un album du chanteur français Colonel Reyel, sorti en 2011.

## Genèse de l'album
DJ DOUG, qui possède un home studio, produit le titre Celui.... et le propose à Colonel Reyel pour essayer d'adopter un style et un format dans les standards commerciaux. Au départ, la chanson est présente sur la compilation 100 % Ragga zouk mixé par DJ DOUG lui-même et distribuer par le label Wagram Music. Par la suite, une fan de DJ DOUG poste le titre "Celui" sur Youtube, de la s'enchaine le buzz... C'est donc à ce moment-là que les radios s'y intéressent et commencent à jouer le single qui par la suite connaitra un vif succès qui poussera le Label "Play On" à signer l'artiste puis à produire l'album "Au rapport"  .

## Accueil

### Accueil critique
À l'été 2011, le titre Aurélie qui traite d'une mère adolescente, crée la polémique malgré ses nombreux passages radiophoniques et télévisuels. Le journal Libération accuse la chanson d'être un plaidoyer contre l'avortement, bien que l'artiste s'en soit défendu. Le clip sera pourtant récupéré à des fins prosélytes par des organisations "pro-life" et anticontraception.

## Classements et ventes
Cet album s'est placé directement en tête des chars français en vendant 25 666 exemplaires, dont 22 811 exemplaires physiques et 2 855 en téléchargement lors de sa première semaine. Il a ensuite été numéro 1 lors de la deuxième semaine avec plus de 17 000 exemplaires vendus. L'album se vend à un peu plus de 130 000 fois en 2011. Environ 210 000 exemplaires de l'album ont été vendus en France.
| Classement (2011-12)         | Meilleure position |
| ---------------------------- | ------------------ |
| Belgique (Wallonie Ultratop) | 2                  |
| France (SNEP)                | 1                  |

## Liste des pistes
| No  | Titre                       | Auteur                            | Producteur(s) | Durée |
| --- | --------------------------- | --------------------------------- | ------------- | ----- |
| 1.  | Celui...                    | Rémi Ranguin, Arslan H-i Deniz    | Krys          | 3:22  |
| 2.  | Toutes les nuits            | Ranguin, Yannick Moris, Krys      | Krys          | 3:25  |
| 3.  | Ma star                     | Ranguin, Krys, Guillaume Nestoret | Krys          | 3:18  |
| 4.  | Aurélie                     | Ranguin, Krys, Nestoret           | Krys          | 3:23  |
| 5.  | Comme les autres            | Ranquin                           | Krys          | 3:22  |
| 6.  | Mon rêve                    | Ranguin, Krys, Nestoret           | Krys          | 3:41  |
| 7.  | Besoin d'évasion            | Ranguin, Steve "Blastar" Legenty  | Krys          | 3:25  |
| 8.  | Dis-moi oui (feat. Krys)    | Ranguin, Krys, Nestoret, Blastar  | Krys          | 4:01  |
| 9.  | Le hasard n'existe pas      | Ranguin, Franck Filiole           | Krys          | 3:01  |
| 10. | Le destin nous porte        | Ranguin, Haïlé Jno-Baptiste       | Krys          | 3:47  |
| 11. | Vendredi ou la nuit sauvage | Ranguin, Blastar                  | Krys          | 3:56  |
| 12. | Game Over                   | Ranguin                           | Krys          | 4:00  |